# Saint-Paul-le-Gaultier
Saint-Paul-le-Gaultier – miejscowość i gmina we Francji, w regionie Kraj Loary, w departamencie Sarthe.
Według danych na rok 1990 gminę zamieszkiwały 264 osoby, a gęstość zaludnienia wynosiła 17 osób/km² (wśród 1504 gmin Kraju Loary Saint-Paul-le-Gaultier plasuje się na 1012. miejscu pod względem liczby ludności, natomiast pod względem powierzchni na miejscu 755.).